# Dustin Nguyen
Dustin Nguyen, właśc. Nguyễn Xuân Trí (ur. 17 września 1962 w Sajgonie) – wietnamsko-amerykański aktor, reżyser i scenarzysta, najbardziej znany jako Johnny Loh z serialu sensacyjnego  V.I.P..

## Życiorys
Urodził się w Sajgonie w Wietnamie Południowym. Jego matka, Mỹ Lệ, była aktorką i tancerką, a jej ojciec, Xuân Phát, był aktorem, scenarzystą i producentem filmowym w Południowym Wietnamie. Rodzina opuściła Wietnam w kwietniu 1975, kiedy przybył komunistyczny Vietcong i siły Wietnamu Północnego, Wietnamska Armia Ludowa.
Rodzina przybyła na Guam, skąd zostali przeniesieni do obozu dla uchodźców w Fort Chaffee w Arkansas i wreszcie, przy pomocy kościoła metodystów, zostali przeniesieni do Des Peres w Missouri, podmiejskiej dzielnicy Saint Louis. Po ukończeniu Garden Grove High School w Garden Grove w Kalifornii, uczęszczał do Orange Coast College i ukończył studia w zakresie komunikacji. Opanował wiele sztuk walki, w tym boks tajski, Taekwondo, Arnis i Jeet Kune Do.
Debiutował na szklanym ekranie w serialu kryminalnym CBS Magnum (1983). Zwrócił na siebie uwagę producentów telewizyjnych i został zatrudniony do serialu Fox 21 Jump Street (1987–90) z Johnnym Deppem. Rola detektywa Harry’ego Trumana Ioki, którą tam grał przyniosła mu popularność. Pojawił się też w produkcjach sensacyjnych, w tym jako Tommy Cuff w Bez odwrotu (No Escape, No Return, 1993) u boku Maxwella Caulfielda, Michaela Nouri i Johna Saxona.
14 lutego 2001 ożenił się z Angelą Rockwood. Jego żona 3 września 2001, po wypadku samochodowym, jadąc autostradą I-5, została paraplegiczką, a jadąca z nią Thùy Trang, znana z roli Trini Kwan z serialu Mighty Morphin Power Rangers, poniosła śmierć na miejscu. Para stała się aktywnym zwolennikiem Christopher and Dana Reeve Foundation (CRPF). Jednak w 2011 roku doszło do separacji i rozwodu. Zamieszkał w Los Angeles. W 2011 poślubił Bebe Pham, z którą ma dwójkę dzieci: Sky i Scarlett.
Ma ekskluzywną kolekcję biżuterii srebrnej o nazwie Imperial Rose Collections. Jego unikalny i artystyczny design odnosi sukcesy w Hollywood i Japonii.

## Filmografia

### Filmy fabularne
- 1992: Huragan ognia jako Paul Yang
- 1994: Małolaty ninja wracają jako Glam
- 1995: Zabójcza perfekcja jako podmiejski dziennikarz
- 2014: 22 Jump Street jako wietnamski Jezus/Harry Truman Ioki

### Seriale TV
- 1983: Szpital miejski jako Suki
- 1985: Magnum jako Joe
- 1986: Drużyna A jako Bobby
- 1989: Niebezpieczna zatoka jako Duk Chin
- 1992: Nieśmiertelny jako Chu Lin
- 1993: Napisała: Morderstwo jako David Kuan
- 1993: SeaQuest jako kucharz William Shan
- 1993: Nieśmiertelny jako Jimmy Sang
- 1995: Legendy Kung Fu jako Lo Gee
- 1999: Howard Stern - producent
- 1999–2002: V.I.P. jako Johnny Loh
- 2003: JAG jako porucznik Bao Hien
- 2009: Jednostka jako oficer tranzytowy